# توشیکی یامادا
توشیکی یامادا (ژاپنی: 山田 俊毅؛ زادهٔ ۲۷ فوریهٔ ۱۹۹۳) یک بازیکن فوتبال اهل ژاپن است.
از باشگاه‌هایی که در آن بازی کرده‌است می‌توان به باشگاه فوتبال کیوتو سانگا اشاره کرد.